# Orthosia ijimai
Orthosia ijimai là một loài bướm đêm trong họ Noctuidae.